# Hannes Obermaier
Johann Baptist „Hannes“ Obermaier alias Hunter (* 12. Juni 1923 in Mühldorf am Inn; † 15. Dezember 1990 in München) war ein deutscher Boulevard-Journalist und Filmkolumnist. Er gilt als erster und zeitlebens erfolgreichster „Klatsch“-Kolumnist der Bundesrepublik.

## Leben
Johann Baptist Obermaier, Sohn des Eisenbahnbeamten Johann Obermaier und dessen Ehefrau Hedwig Obermaier, geborene Gantenhammer, wuchs in Rosenheim auf und besuchte dort das Gymnasium. Im Krieg brachte er es als Panzeraufklärer zum Rang eines Oberfähnrich. Von 1940 bis 1946 leistete er Wehrdienst und geriet in Kriegsgefangenschaft. Nach dem Krieg studierte er acht Semester Jura an der Universität München und betrieb einen Schwarzhandel mit Kreppsohlen und Dekorationsstoffen. Nach einer frei fabulierten Probe-Reportage zum Thema Fünf Minuten auf einer Polizeiwache fand er Aufnahme in Werner Friedmanns Journalistenschule.
Ab 1949 arbeitete er als Journalist. Nach kurzer Tätigkeit im Berliner Büro der Süddeutschen Zeitung wurde er Chefreporter bei der Münchener Abendzeitung. Nach einem längeren Amerikaaufenthalt schlug er 1952 in einer Redaktionskonferenz die Idee der Gesellschaftskolumne entsprechend den Vorbildern von Hedda Hopper und Louella Parsons vor. Siegfried Sommer war begeistert, Chefredakteur Rudolf Heizler und Herausgeber Werner Friedmann fanden die Idee auch gut. Der Name der Kolumne, Hunter (englisch für „Jäger“), war inspiriert von einer Schachtel  amerikanischer Zigaretten gleichen Namens, die Obermaier aus den Staaten mitbrachte und auf dem Tisch herumlag. Im Oktober erschien die erste Kolumne. Nicht viel später hatte Obermaier sein Zweitbüro an der Bar des Hotels Bayerischer Hof, mit Briefkasten und Telefon.

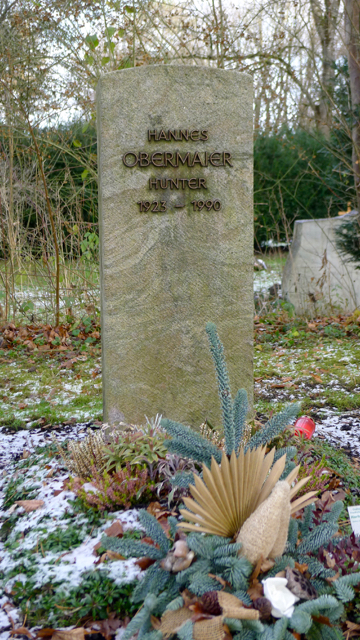
Grab auf dem Neuen Südfriedhof (München)

Nach eigener Aussage schrieb er während seiner erfolgreichsten Zeit für bis zu 40 Blätter. In München organisierte er mehrere Bälle im Jahr, so den Faschingsball „Hunters Treibjagd“. 1970 verließ Obermaier die Abendzeitung – Verlegerin Anneliese Friedmann schenkte ihm zum Ausscheiden nur hundert Gramm Feingold – und schrieb fortan für vier Jahre als Kolumnist für die Bild. Bei der Abendzeitung folgte ihm Michael Graeter nach. Obermaier arbeitete bei Burda, insbesondere als Repräsentant für Film, für die Bunte. Obermaier drückte großes Bedauern aus: „Die Großindustriellen, die einem 10,000 Mark Honorar fürs 'Nichtschreiben' in die Hand drücken, sind halt so selten.“
Johann „Hannes“ Obermaier war katholisch, ab 1954 mit Haide Obermaier, geborene Wenger, verheiratet, war Liebhaber von Siam-Katzen und Kakteen und hatte zwei Kinder (Thomas und Daniela). Er ist auf dem Neuen Südfriedhof in München begraben.